# 瓦尔贝格
瓦尔贝格是德国下萨克森州的一个市镇。总面积8.01平方公里，总人口854人，其中男性425人，女性429人（2011年12月31日），人口密度107人/平方公里。